# Bitwa pod Nowogrodem (1831)
Bitwa pod Nowogrodem – bitwa stoczona 23 lutego 1831 roku podczas powstania listopadowego.
Po przemarszu głównej armii rosyjskiej na Warszawę komisarz pełnomocny rządu w województwie augustowskim, Michał Godlewski, zorganizował w lasach między Szkwą, Pisą i granicą z Prusami oddział powstańczy w sile 200 strzelców, 400 kosynierów i 600 jazdy. Godlewski 23 lutego zaatakował Nowogród, którego bronił garnizon rosyjski. Atak jazdy polskiej powstrzymany został przez rosyjską piechotę. W tym czasie strzelcy wpadli do miasta i zdobyli amunicję.
E. Callier podaje odmienne dane: po stronie polskiej walczyło według niego dokładnie 223 żołnierzy, a rosyjskiej - 250 piechurów z jednym działem. Straty rosyjskie wyniosły jakoby 70 zabitych, tyle samo rannych, kilku jeńców, a także wóz z bronią i amunicją. 